# 思念
《思念》是張信哲的第十六張大碟，第二張粵語大碟，是他轉投種子音樂後第二張也是最後一張由百代唱片負責製作的粤语大碟，在1997年1月推出。
這專輯幾乎所有的的歌曲都是全新原創的粵語歌，沒有改編國語歌曲（《祈禱》國語版本《Good Love》是後來在《摯愛》專輯才出現的）。第一主打歌《早知道愛上你》則香港是作曲人李伯健創作，第二主打歌《沒有人知的故事》由台灣作曲人曹俊鴻創作，當中副歌第一句「直至此」曾經被監製取笑發音如「食廁紙」，但第三主打歌《如果你快樂》則由當年小有名氣的香港作曲人Robert Seng打造的。

## 曲目
| 曲序 | 曲名           | 作曲        | 作詞   | 編曲        | 注釋                           |
| 01   | 早知道愛上你   | 李伯健      | 林夕   | 杜自持      | 第一主打                       |
| 02   | 沒有人知的故事 | 曹俊鴻      | 張美賢 |             | 第二主打                       |
| 03   | 祈禱           | 葉良俊      | 黃偉文 | 杜自持      | 國語曲名為《Good Love》        |
| 04   | 背影           | 陳世娟      | 張美賢 | 杜自持      | 改編自王柏森《一切彷彿就像夢》 |
| 05   | 朋友祝福       | 高世章      | 李敏   | 杜自持      |                                |
| 06   | 自你往年離去   | 劉諾生      | 鍾志榮 | 劉諾生      |                                |
| 07   | 如果你快樂     | Robert Seng | 張美賢 | Robert Seng | 第三主打                       |
| 08   | 該怎樣愛       | 林隆璇      | 張美賢 |             |                                |
| 09   | 感謝您         | 山田直毅    | 李敏   | 羅尚正      |                                |
| 10   | 如若我是他     | 鍾志榮      | 鍾志榮 | 張兆鴻      |                                |
| 11   | 時差           | 高世章      | 李敏   | 杜自持      |                                |

## 唱片版本
- CD版
- CD+VCD版（第二版）